# لنتيرا
لنتيرا هي بحيرة متوسطة الحجم في فنلندا. انها تنتمي إلى منطقة تجمعات المياه الرئيسية أولويوكي، وتقع في بلدية كوهمو في منطقة كاينو. البحيرة ضيقة للغاية وعميقة مع الخلجان الطويلة.